# 渕正信の幸せ昭和食堂
『渕正信の幸せ昭和食堂』（ふちまさのぶのしあわせしょうわしょくどう）は、バイタルTV枠にてBS-TBSで2018年に放送されたグルメ番組である。

## 概要
プロレスラーの渕正信が老舗の食堂を訪ね、注文した料理に舌鼓を打ちながら、店主や女将から店のこだわりや歴史などを聞く15分番組。最初に瓶ビールを注文するのが恒例になっている。訪れた店には番組から昭和食堂認定トロフィーが贈呈される。
初回オンエアの際はバイタルTVの30分の放送枠の中で2回分を連続で放送する形になっている。その際、1回分の放送の後に、その後に放送される回の予告VTRが流れる。

## 出演者
- 渕正信（全日本プロレス）
- 古角太我（ナレーション）

## 放送リスト
| 回  | 初回放送日     | タイトル                                  | 老舗食堂             |
| --- | -------------- | ----------------------------------------- | -------------------- |
| #1  | 2018年5月17日  | 定食ワンダーランド 街の大衆食堂           | 浅草・水口食堂       |
| #2  | 2018年5月17日  | 心もお腹も満たされる懐かしの中華食堂      | 新宿・北京飯店       |
| #3  | 2018年5月31日  | 職人の衿持を味わう 至福のご褒美食堂       | 新宿・うな鐵         |
| #4  | 2018年5月31日  | 愛しの街角キッチン 老舗食堂               | 白金・ハチロー       |
| #5  | 2018年8月8日   | ツウを魅了し続けるリピート必至の中華食堂  | 浅草・十八番         |
| #6  | 2018年8月8日   | ニッポン人が愛し続ける究極ごはん          | 上野・東京苑         |
| #7  | 2018年8月15日  | 悠久の時を刻み続ける 都会の超老舗・街ソバ | 八丁堀・あさだ       |
| #8  | 2018年8月15日  | 誕生の地で愛され続ける 由緒正しき味の流儀 | 湯島・井泉           |
| #9  | 2018年10月4日  | 期待と鮮度を裏切らないノスタルジック食堂  | 巣鴨・ときわ食堂     |
| #10 | 2018年10月4日  | しみじみと美味い 季節が織りなす老舗の味   | 浅草・むつみ         |
| #11 | 2018年10月11日 | 縁を紡ぎ続ける名物店主の人情洋食屋        | 元住吉・1・2さんきち |
| #12 | 2018年10月11日 | 江戸前の味で守り続ける 誇りと挑戦         | 日本堤・土手の伊勢屋 |

## オープニングナレーション
街にひっそりとたたずみ、なつかしの味を守り続けながら人々に幸せを与え続ける、都会のオアシス・老舗食堂。
そこには、時代と味を紡いできた店主たちの、優しさと意地、そして、実直なまでの「こだわり」がありました。
地元で愛され続ける老舗食堂の秘密に迫るのは、1974年デビュー以来、全日本プロレス一筋45年の現役レスラー・渕正信が、瓶ビールと共に人気の定番メニューの味と人情を堪能。
さて、今回はどんな味と人情が待っているのでしょう――。

## テーマソング
『Over the Rainbow』（イズラエル・カマカヴィヴォオレ）

## スタッフ
- 制作プロデューサー：片山賢太郎（BS-TBS）
- 総合演出：石原康就
- プロデューサー：小堀勇、大岡制
- 演出：卜部一哉
- 技術：真武亮平、伊堀努、川岸朋起（Re:BAR）
- 編集MA：長谷川賢太、山本裕貴、大竹誠司（STUDIO WELT）

## その他
出演者のキャスティングに当たっては、老舗食堂の店主に対して、同じ昭和という時代を生き、今も現役で、一つのことを長年続けてきた苦労を分かる人、という人物が条件だった。
渕は自身のブログの中で、「出世するとか金持ちになるとか異性にモテるとか、何かと時間と段取りがかかる。その点、自分の好きな旨いものを食べるってことは、そんなに時間はかからないし一番身近な幸せ。旨いものを食べている時は皆いい表情をしている。浮き世の辛いことをその間だけは忘れ去るようなね。幸せ昭和食堂でそれを表現したい」としている。
番組のプロデューサーは渕について、「表情、言葉の表現も豊かで、そしてなにより半世紀近くリングに立っているので、360度人から見られていることを強く意識していて、カメラ前での所作が美しい」と評している。